# خالد سعد
خالد سعد (14 نوفمبر 1981-)، لاعب كرة قدم أردني معتزل. لعب لصالح النادي الفيصلي الأردني.
يعود له الفضل في فوز فريقه السابق الفيصلي الأردني بكاْس الاتحاد الآسيوي العام 2005 بعدما سجل هدفين من اصل 3 سجلها الفيصلي الأردني عندما تغلب على النجمة اللبناني فريق خالد سعد الحالي في اياب الدور النهائي للبطولة المذكورة اعلاه بنتيجة 3-2.
يذكر ان تلك المباراة اقيمت على ملعب مدينة كميل شمعون الرياضية في العاصمة اللبنانية بيروت
ملاحظة: مباراة الذهاب الي اقيمت في الأردن انتهت لمصلحة الفيصلي أيضا بنتيجة 1-0
فاز الفيصلي بالبطولة بمجموع المباراتين 4-2

## روابط خارجية
- خالد سعد على موقع الاتحاد الدولي (مؤرشف)  (الإنجليزية)
- خالد سعد على موقع قاعدة بيانات كرة القدم.إي يو (الإنجليزية)
- خالد سعد على موقع ناشيونال فوتبول تيمز (الإنجليزية)
- خالد سعد على موقع Soccerway.com (الإنجليزية)
- خالد سعد على موقع كووورة